# Jonathan Dayton und Valerie Faris
Jonathan Dayton (* 7. Juli 1957 in Alameda County, Kalifornien) und Valerie Jean Faris (* 20. Oktober 1958 in Los Angeles County, Kalifornien) sind ein US-amerikanisches Filmregisseur-Duo.

## Biografie
Jonathan Dayton und seine Ehefrau Valerie Faris können als Regisseure, Produzenten, Kameraleute und Drehbuchautoren bereits auf eine Vielzahl an Arbeiten zurückblicken – gemeinsam haben sie schon in über 75 Projekten zusammengearbeitet. Unter ihren Werken befinden sich: Filme, TV-Programme, Werbespots, Musikvideos und zwei Spielfilme. Das Paar feierte seine ersten Erfolge mit der Regie und Entwicklung einer MTV-Show, die alternative Bands vorstellte – The Cutting Edge. Wegen ihrer Beliebtheit wurde das Regieduo weiter von dem Musiksender engagiert. Sie inszenierten Dokumentationen und preisgekrönte Musikclips für Bands wie R.E.M., The Red Hot Chili Peppers, Jane’s Addiction, The Smashing Pumpkins, Oasis, Weezer, die Ramones und für Künstler wie Macy Gray und Janet Jackson. Für ihre Arbeiten gewannen Dayton und Faris unter anderem zwei Grammys, neun MTV Music Awards und den Director of the Year-Award des Billboard Magazines.
Abseits des Musikfernsehens inszenierten sie für HBO einige Folgen der Sketch-Serie Mr. Show with Bob and David, die ihnen Impulse für spätere Werke gab. Für die große Leinwand produzierten sie Penelope Spheeris’ Musikdokumentation The Decline of Western Civilization Part II: The Metal Years (1988) und Gift (1993), eine Dokumentation von und über die Band Jane’s Addiction.
1998 war das Ehepaar an der Gründung von Bob Industries beteiligt, das eine der führenden Produktionsgesellschaften für Werbespots in den USA ist. Sie inszenierten daraufhin viele Spots für so renommierte Firmen wie Volkswagen, PlayStation, GAP Inc., Target, Ikea und Apple.
2004 wurden Jonathan Dayton und seine Frau unter den Top Ten der besten Regisseure für Werbespots des Boards Magazines aufgeführt.
2006 gelang Dayton und Faris mit Little Miss Sunshine ein erfolgreiches Spielfilmdebüt. Der Film, basierend auf einem Originaldrehbuch von Michael Arndt, stellt eine skurrile US-amerikanische Familie aus den Südstaaten in den Mittelpunkt, die mit ihrer sechsjährigen Tochter zu einem Schönheitswettbewerb nach Kalifornien aufbricht. Der leicht satirische Film wurde sowohl in Amerika, als auch in Europa zu einem großen Erfolg und spielte mit fast sechzig Millionen US-Dollar allein an den US-amerikanischen Kinokassen mehr als das Siebenfache seiner Produktionskosten wieder ein. Bei der Oscarverleihung 2007 war Little Miss Sunshine in vier Kategorien für den Academy Award nominiert und wurde mit den Preisen für Nebendarsteller Alan Arkin und das beste Originaldrehbuch honoriert.
2022 inszenierten sie drei Folgen der Miniserie Fleishman is in Trouble.

## Filmographie

### Spielfilme
- 2006: Little Miss Sunshine
- 2012: Ruby Sparks – Meine fabelhafte Freundin (Ruby Sparks)
- 2017: Battle of the Sexes – Gegen jede Regel (Battle of the Sexes)